# Empalme Kawanoe
El Empalme Kawanoe (川之江ジャンクション Kawanoe-jankushon?) es un empalme que se encuentra en lo que fue la Ciudad de Kawanoe (en la actualidad es parte de la Ciudad de Shikokuchuo) de la prefectura de Ehime. Conecta las autovías de Matsuyama, Kochi (高知自動車道 Kōchi-jidōshadō?) y de Takamatsu (高松自動車道 Takamatsu-jidōshadō?).

## Características
Es el último empalme de la Autovía de Takamatsu y se encuentra después del Intercambiador Oonohara (大野原インターチェンジ Oonohara intāchenji?). Entre ambos está el Área de Servicios Toyohama (豊浜サービスエリア Toyohama sābisu eri'a?).
Es el primer empalme de la Autovía de Kochi, le sigue el Empalme Kawanoehigashi.
Es el primer empalme de la Autovía de Matsuyama y a continuación está el Intercambiador Mishima Kawanoe (el intercambiador más cercano), además entre ambas está el Área de Estacionamiento Kamibun (上分パーキングエリア Kamibun pākingu eri'a?).

## Empalme anterior e Intercambiador posterior
- Autovía de Takamatsu - Autovía de Matsuyama

Intercambiador Toyohama << Empalme Kawanoe >> Intercambiador Mishima Kawanoe
- Autovía de Kochi - Autovía de Matsuyama

Empalme Kawanoehigashi << Empalme Kawanoe >> Intercambiador Mishima Kawanoe
- Autovía de Kochi - Autovía de Takamatsu

Empalme Kawanoehigashi << Empalme Kawanoe >> Intercambiador Toyohama